# Deveerammanahalli, Nanjangud
Deveerammanahalli là một làng thuộc tehsil Nanjangud, huyện Mysore, bang Karnataka, Ấn Độ.